# Петерсен, Павел Леонтьевич
Павел Леонтьевич Петерсен (также Петерссен и Петерсон; 6 (18) июня 1831 — 16 (28) марта 1895) — российский пианист, музыкальный педагог и предприниматель.
Учился в Санкт-Петербурге у Антона Герке и Адольфа фон Гензельта. Играл с Симфоническим оркестром Императорского университета под управлением Карла Шуберта. В 1862—1868 гг. работал в Санкт-Петербургской консерватории (ассистент Александра Драйшока), среди его учеников, в частности, Вера Тиманова. Преподавал также в Екатерининском институте, в 1867—1871 гг. занимал там должность инспектора музыки.
В 1871 г. вместе с М. А. Битепажем принял управление фортепианной фабрикой Якоба Беккера, которая вскоре перешла в их совместное владение. Петерсен и Битепаж значительно расширили производство, только в 1872—1876 гг. на фабрике были созданы 20 новых моделей.
В начале 1890-х гг. был одним из руководителей Санкт-Петербургского отделения Императорского Русского музыкального общества, в этом качестве организовывал ряд выступлений П. И. Чайковского и А. Г. Рубинштейна.
Похоронен на Митрофаниевском кладбище.